# شب‌خروش شاخ‌دار
شب‌خروش شاخ‌دار (نام علمی: Oreophasis derbianus) نام یک گونه از زیرخانواده شب‌خروش است.